# Меншой брат
Меншой брат (на руски: Меньшой брат) (Менший брат, Яки, Аки, Якеяма) е вулкан, разположен на хребета Медвежий в северната част на остров Итуруп, принадлежащ към веригата на Южните Курилски острови, Сахалинска област на Русия. Името на вулкана е буквален превод от айнски език на думата „аки“, което означава „малък брат“. Островът се намира на 230 км от Хокайдо и е обект на териториален спор между Русия и Япония. В съответствие с Конституцията на Руската федерация, островът е част от територията на Русия, а според административно-териториалното деление на Япония той е част от окръг Немуро, префектура Хокайдо в Япония.

## Описание
Хребетът Медвежий е формиран през Плейстоцена, когато се образуват две припокриващи се калдери с диаметър 14 x 18 км и 10 x 12 км. На дъното им се издигат няколко лавови купола, пепелни конуси, разположени са свързани лавови полета и малко езеро. Сега това е вулканичен комплекс, състоящ се от 4 малки, близко разположени стратовулкана, подредени по линията изток-запад и един вулкан на запад от тях. Най-източният и най-висок, Медвежий, се намира извън западната калдера, по крайбрежието на Тихия океан. Угасналият Средни и активните Тукап и Кудрявий лежат западно от тях. Вулканът Меншой брат се издига в западната част на голямата калдера, а основата му се слива с тази на Кудрявий.
Меншой брат е вулкан с голям, екструзивен лавов купол, три кратера и странични шлакови конуси. Диаметърът в основата на купола е 600 – 700 м, но поради мощния пласт брекчи, натрупани около нея, се увеличава до 1300 м. Височината му над дъното на калдерата достига 200 – 250 м, което означава, че той се издига на 563 м над морското ниво. Куполът на вулкана е покрит с три относително нови лавови потока. Северният, с размери 200 – 700 м, ляга върху челната част на потоците от вулкана Кудрявий.
В началото на северозападните и югоизточните склонове на купола са се появили два малки паразитни шлакови конуса, разстоянието между чиито кратери е над 500 м. Кратерът на северозападния е полуразрушен и широко отворен на северозапад, а от него се е излял слаб поток от лава. Югоизточният е с диаметър 70 м, напълно затворен, но в южната му основа има пукнатина, от която са изтекли голям брой мощни лавови потоци с обща площ 5 км2, дължина 4 – 5 км и на места достигат бреговете на Славното езеро. Изтичането на лава от този кратер се е случвало минимум 5 пъти. При този процес газовете са продължили да се отделят от потоците гореща лава и върху нея са се образували миниатюрни кратери, от които са се изляли съвсем малки количества лава. При изстиването си те са останали във вид на малки лавови конуси с диаметър 3 – 4 м и височина 1,5 – 2 м, които стърчат над повърхността на основния лавов поток.
На 2 км западно от купола, в долната част на калдерата и върху лавовия поток, се вижда голямо струпване на лава, образуващо малък ефузивен купол. От него на север се простират езици от лава с дължина до 2,5 км. Фронталната част на един от мощните потоци блокира долината на река Славна и образува напорно езеро в атриото (пространството между основата на купола и ръба на калдерата). Друго езеро е Славното, което е с размери 1 х 3 км и се намира в западната част на атриото, непосредствено до стената на калдерата. Още един малък конус е разположен в южната част на калдерата в една линия с двата по-стари купола. От него се е излял миниатюрен поток от лава, който обгръща от север единия от тях.
Скалите на вулкана са комбинация от андезит, базалт, дацит и риолит. Лавата от шлаковите конуси е типично базалтова с фенокристали от лабрадор, с изобилие от оливин и по-малко авгит. В един от лавовите потоци са открити големи количества хиперстен.

## Активност
Изригванията се документират от 18 век, въпреки че през последните няколко века лавата вероятно многократно изтича през шлаковите конуси по фланговете на Меншой брат. Двата конуса, заедно с третия шлаков конус изглеждат доста нови и е малко вероятно изригванията да са се случили тук преди повече от 100 – 200 години. В наше време се наблюдава само термална активност.